# Route A10 (Lettonie)
Pour les articles homonymes, voir A10 et Route A10.
La route A10 (Autoceļš A10) est une  route nationale de Lettonie reliant Riga à Ventspils. Elle mesure 190,1 km. Elle fait partie de la route européenne 22.

## Tracé
- Riga
- Jurmala
- Pūre (lv)
- Strazde (lv)
- Spāre (lv)
- Ugāle (lv)
- Pope (lv)
- Ventspils